# Biserica Minoriților din Târgu Mureș
Biseria Minoriților (în maghiară Minoriták temploma) este un lăcaș de cult romano-catolic construit la începutul secolului al XVIII-lea de către minoriți în strada Köteles Sámuel din centrul orașului Târgu Mureș, în stilul barocului puritan. Edificiul îl are drept patron pe sfântul Anton de Padova și deservește Parohia Studenților (în maghiară Egyetemi és Főiskolai Lelkészség) aflată sub patronajul iezuiților reîntorși în 2008 la Târgu Mureș. 

## Istoric
Ordinul călugărilor minoriți s-a stabilit în orașul liber regesc Târgu Mureș la începutul secolului al XVIII-lea, fiind cazați de contele Márton József Keresztes în casa sa din cetatea medievală. Odată cu transformarea cetății în garnizoană militară austriacă, casele au fost demolate, astfel că minoriții au fost nevoiți să se stabilească provizoriu în satul Curteni, reîntorcânduși în 1740 la Târgu Mureș. 
Cu   sprijinul prințului Lobkovitz, minoriții reușeseră să dobândească actualul amplasament de la notarul Mihály Széles. După ce au obținut autorizația consiliului orășenesc și a episcopului Dominicus Castall, realizau biserica și mănăstirea. Probabil lucrările au debutat în anul 1740, însă, din alte surse, se pare că ele au fost începute  în anul 1735 sau, potrivit inscripției  montată  sub  fereastra  mare  a  navei, în anul 1725. În 1767 a fost finalizată etapa principală de construcție a complexul arhitectural, într-un stil baroc foarte reținut în ceea ce privește decorațiunile, dar evident prin soluțiile constructive.
Mai târziu, în anul 1892, vechea intrare cu turn din lemn a fost demolată și reconstruită din cărămidă, iar în anul 1903, mănăstirea era extinsă printr-o adăugire cu  subsol, parter și  etaj.
În 2000 ordinul minoriților a oferit înapoi biserica pentru Arhidieceza de Alba Iulia. La invitația arhiepiscopului György Jakubinyi din 2008 biserica și mănăstirea au fost preluate de iezuiți, astfel după o pauză de 235 de ani au reînceput activitatea în Târgu Mureș. Apostolatul comunității iezuite din Târgu Mureș lângă serviciul liturgic are ca obiective apostolatul studenților, funcționarea unui cămin studențesc și organizarea de exerciții spirituale. 

## Imagini

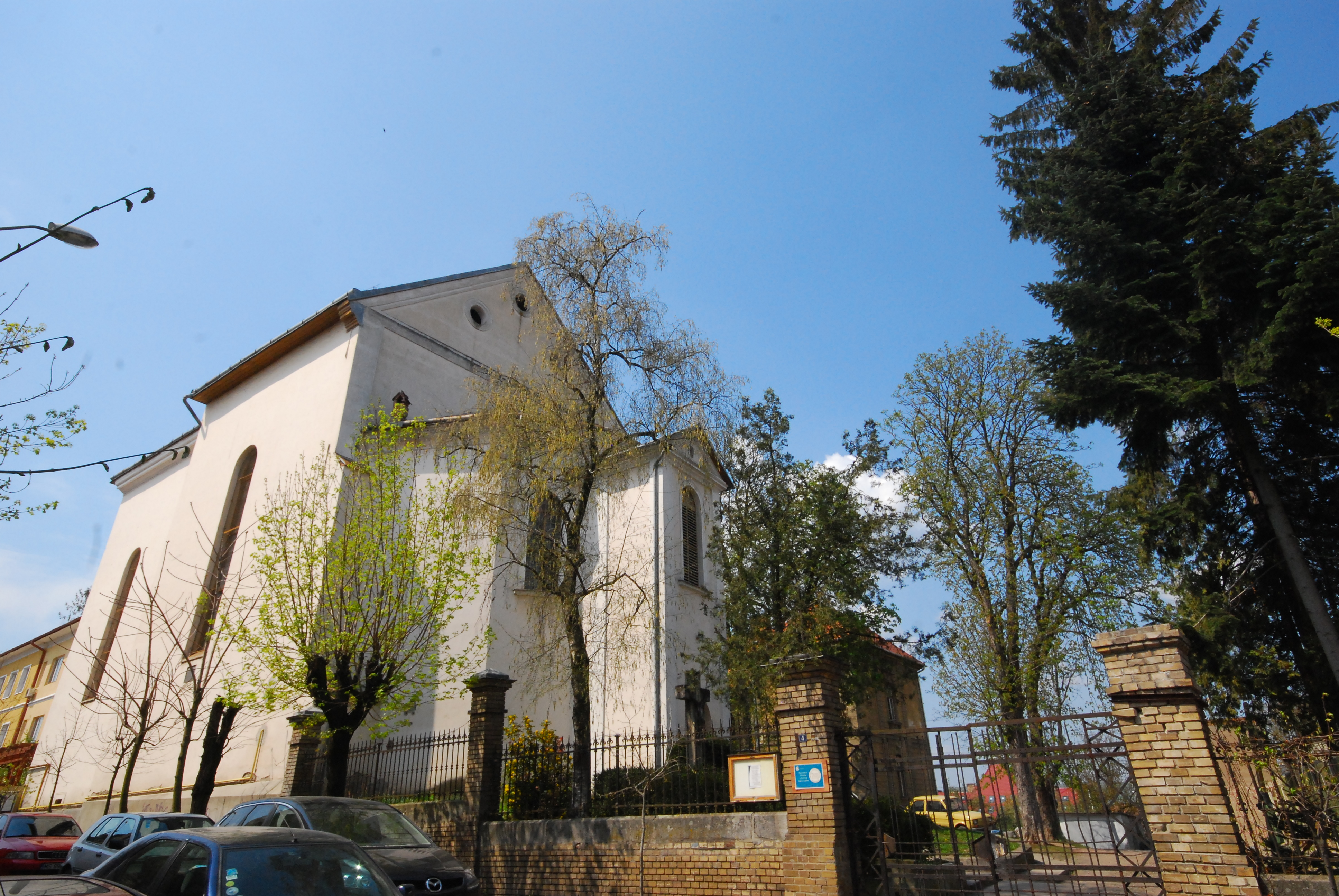
Biserica „Sfântul Anton de Padova”
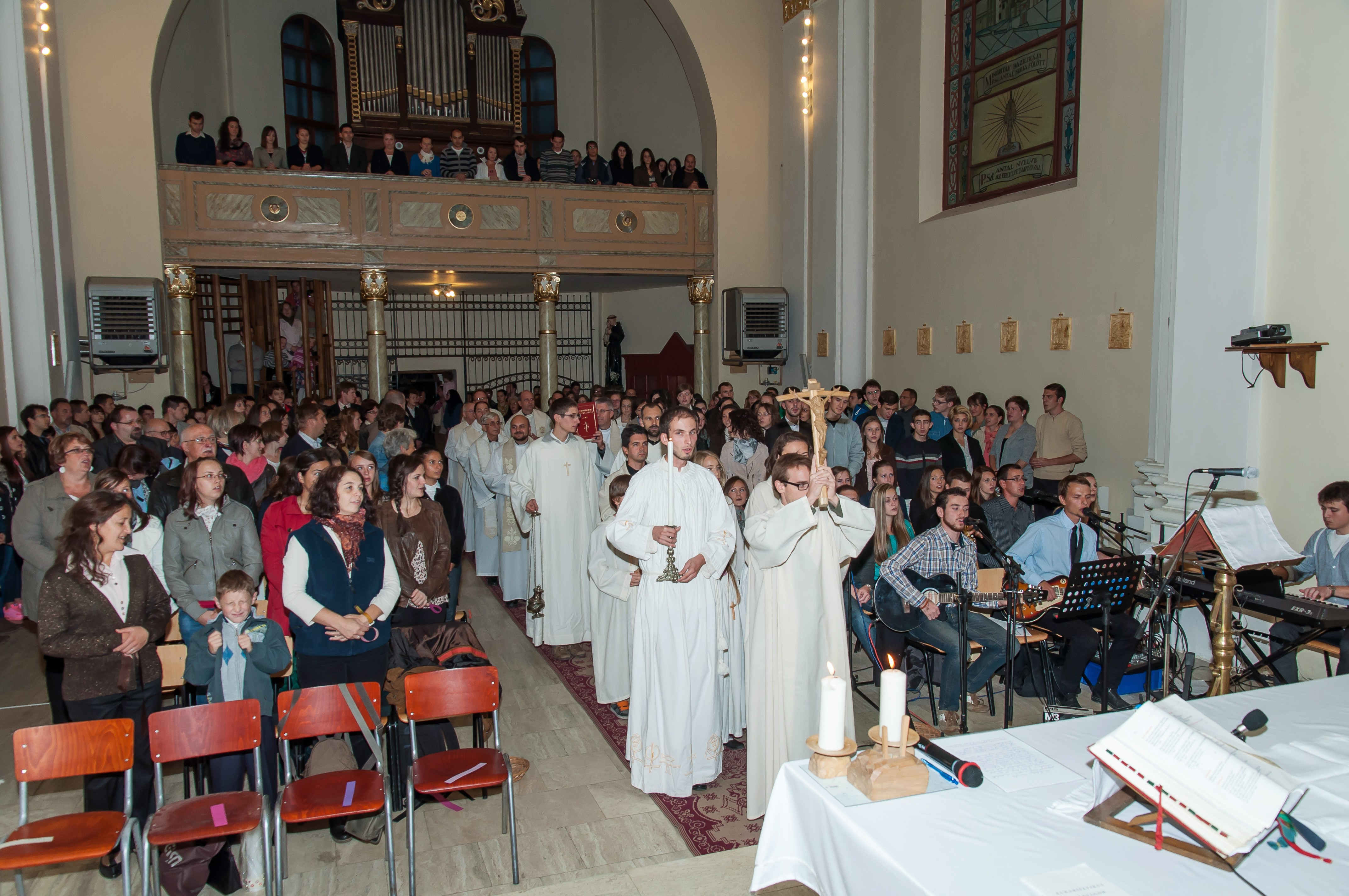
Slujba de duminică seara a iezuiților
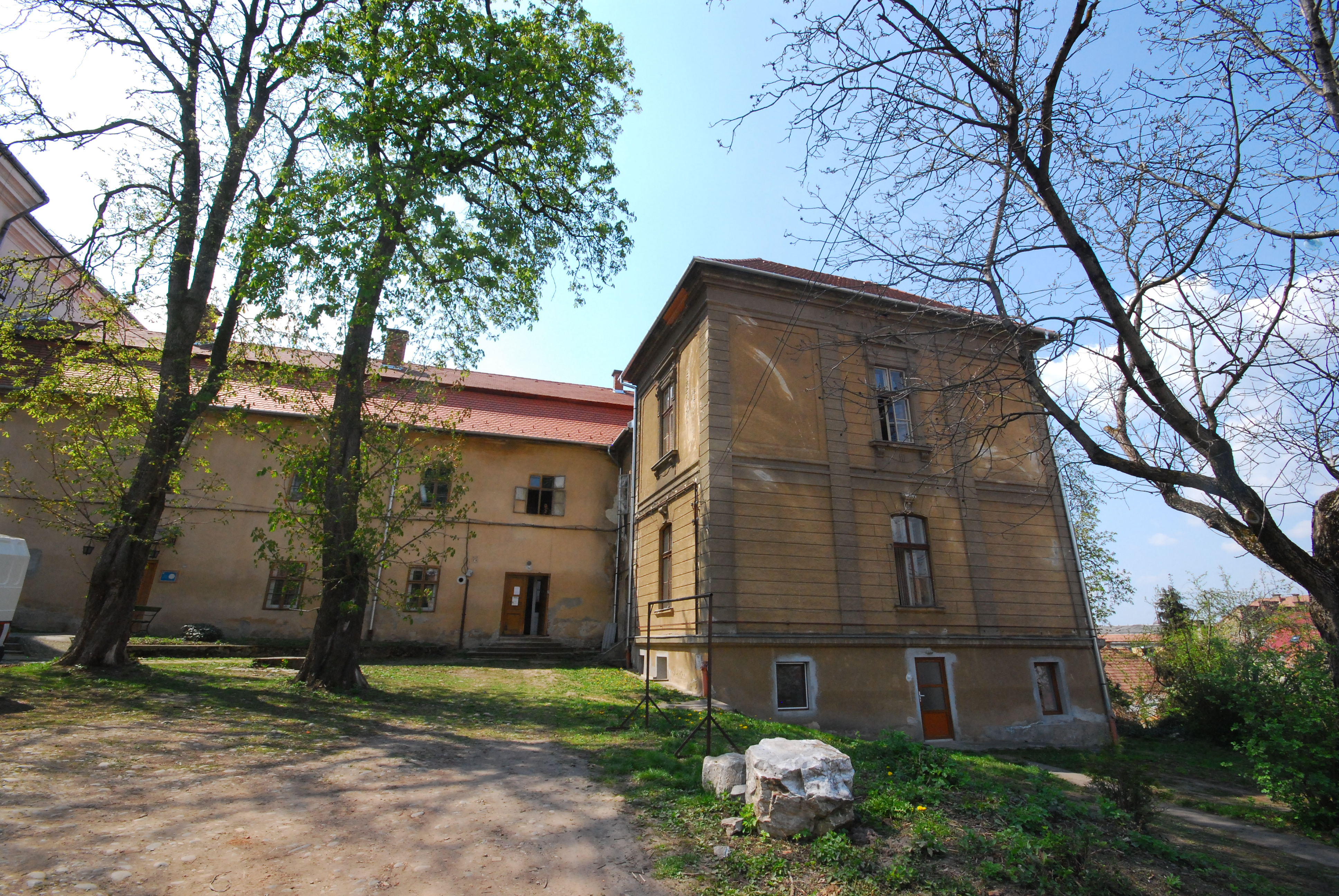
Mănăstirea minoriților (în prezent mănăstirea iezuită „Endes István SJ”)
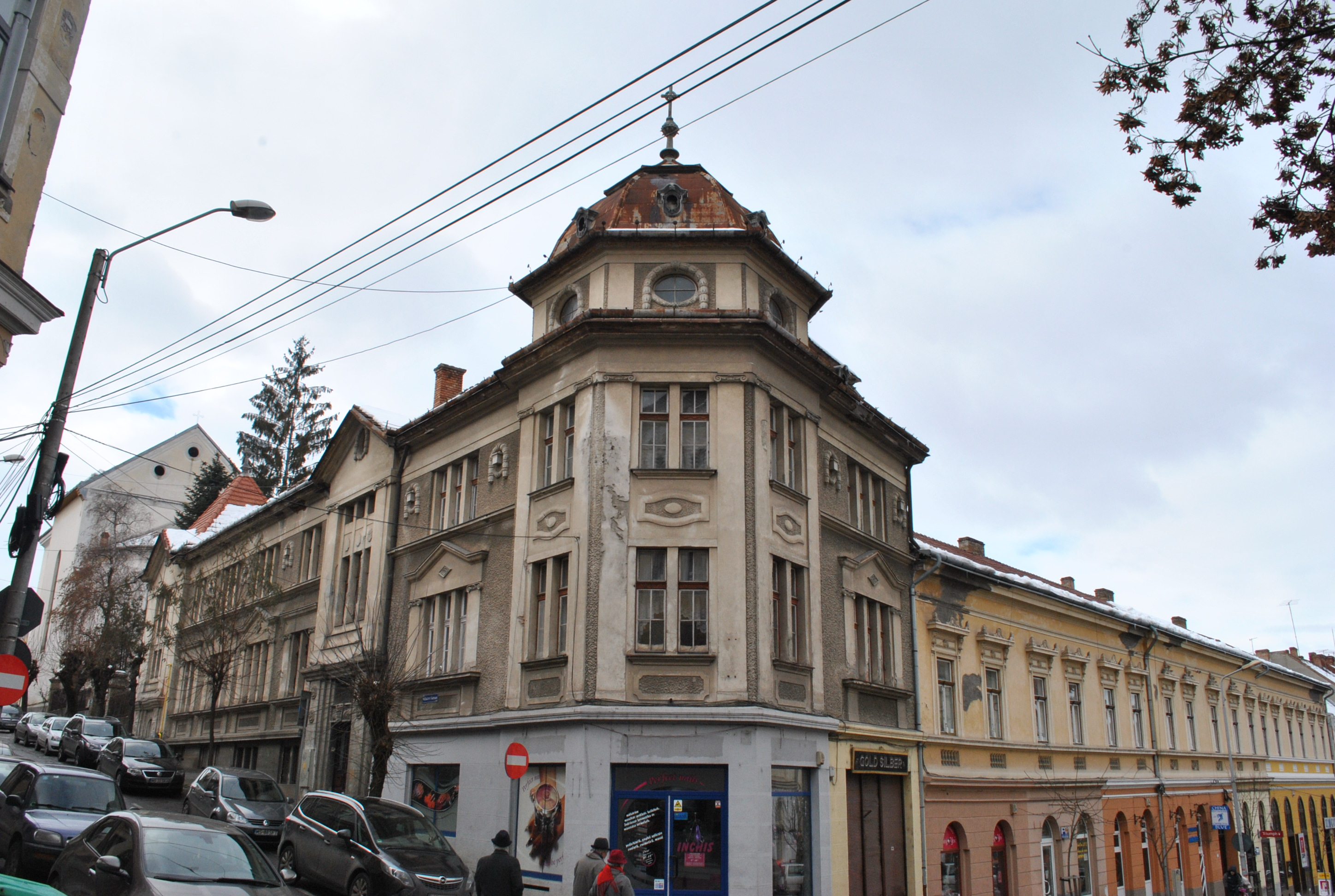
Palatul catolic (în prezent centru și cămin studențesc iezuit)
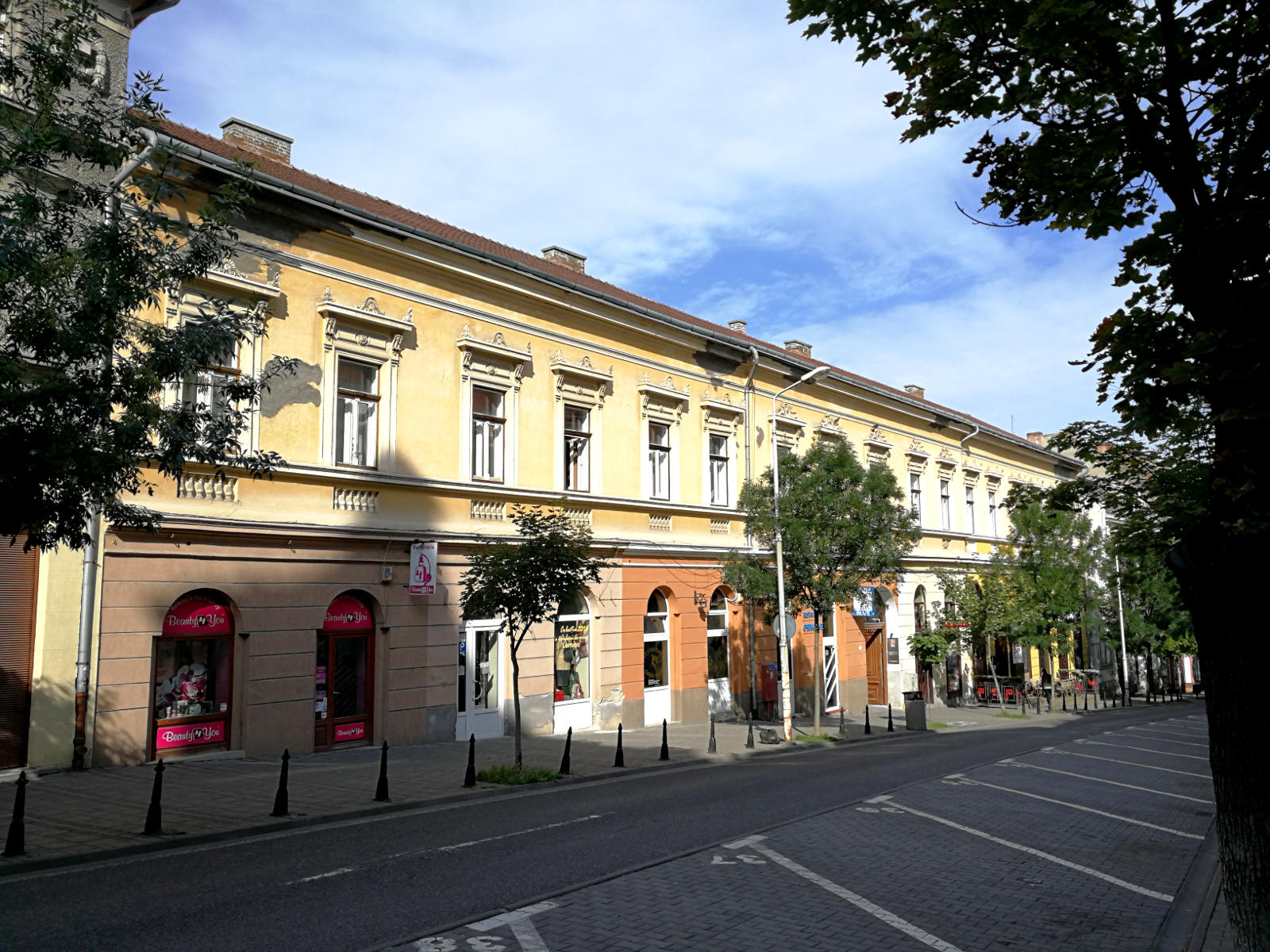
Palatul minoriților (în prezent centru și cămin studențesc iezuit)